# Chiesa di San Nicola (Eilenburg)
La chiesa di San Nicola, in tedesco Nikolaikirche, conosciuta anche come Stadtkirche Eilenberg (letteralmente "chiesa cittadina di Eilenburg"), o Marktkirche ("chiesa del mercato"); è la principale chiesa luterana della città tedesca di Eilenburg.

## Storia
La costruzione della chiesa inizio nel 1444.
Venne gravemente danneggiata nel 1945, durante la seconda guerra mondiale; il coro sotto la guida di W. Rittsche.

## Caratteristiche
Si tratta di una chiesa a sala, a tre navate, con una torre in facciata.